# Blåmussla
Blåmussla (Mytilus edulis) är ett blötdjur som ingår i gruppen musslor.

## Kännetecken
Blåmusslans skal består av två skalhalvor, som är mörka med en blåskimrande nyans. Skalet är strömlinjeformat för att vatten lätt skall flyta förbi och förtjockat för att tåla kraftiga vågor. Blåmusslan kan stänga sitt skal med hjälp av speciella muskler, så kallade slutmuskler, om den känner sig hotad eller som skydd mot uttorkning. Den kan öppna det igen med hjälp av ett slags låsband, som kallas ligament. Blåmusslans storlek är beroende av förhållandena i dess livsmiljö. Vanligen blir de mellan 5 och 10 centimeter, men i sällsynta fall kan de bli ända upp till 20 centimeter. I Sverige blir blåmusslorna större på Västkusten än i Östersjön, där de oftast är mindre än genomsnittet, bara cirka 3 centimeter.
Höger och vänster klaff av samma exemplar:

Höger klaff
Vänster klaff

var. flavida Locard

Höger klaff
Vänster klaff

## Utbredning
Blåmusslor finns naturligt vid kusterna i östra och västra Nordatlanten, samt i vattnen runt Japan. I Östersjön finns den, på djupare och därmed saltare vatten, till Bottniska viken. När salthalten i vattnet avtar blir blåmusslan småväxt.

## Levnadssätt
Blåmusslan har en körtel som avsöndrar klibbiga trådar, så kallade byssustrådar, med vilkas hjälp den fäster sig vid ett lämpligt underlag, oftast en klippa eller en sten på 0 till 10 meters djup. Där kan bankar om 12 000 per m² finnas. Likt andra musslor livnär sig blåmusslan på små organiska partiklar, som växtplankton, vilka den filtrerar från vattnet. Den filtrerar ca 3 liter per timme. Trots att skalet skyddar blåmusslan från många fiender, kan den bli uppäten av till exempel sjöstjärnor och strandskator.

### Fortplantning
Blåmusslans fortplantningstid är vår och försommar. Då släpper alla blåmusslor inom ett område samtidigt ut sina ägg och spermier i vattnet och litar på att vattenströmmarna för dem samman. Det är en framgångsrik strategi tack vare att varje mussla producerar flera miljoner ägg och spermier. Den lilla larven är frisimmande och driver omkring med strömmarna i ungefär en månad innan den slår sig ner och börjar livet som vuxen mussla. Den normala musslan lägger 5-12 miljoner ägg.

## Etymologi
Det latinska ordet edulis i blåmusslans artnamn betyder "ätlig". Men den är inte den enda ätliga musslan.

## Status
Blåmusslan är inte hotad globalt sett. I Sverige har beståndet minskat kraftigt av okänd anledning.

## Kulturhistoria
Blåmusslan är en viktig art för vattenbruk i många länder. Den plockas från musselbankar, vilket är en plats där många musslor sitter tätt ihop,  men odlas också i speciella musselodlingar för att ätas. Den är vanlig i det spanska, portugisiska, franska, tyska, belgiska och italienska köket.
En vanlig rätt är moules frites. Musslor har i Sverige varit lättillgänglig mat, musselskal hittas regelmässigt i köckenmöddingar längs kusten. När fisket med backor utvecklades på 1800-talet användes stora mängder musslor som agn. I början av 1930-talet började man konservera musslor i konservfabriker, något som pågick i Sverige till slutet av sextiotalet. Utomlands fortsätter detta alltjämt. Den största produktionen av konserverade musslor hade Abba Seafood på Gullholmen med ca 1 500 ton musslor per år. Den totala årliga råvaruåtgången beräknas ha varit 2 000–3 000 ton (enligt svensk fiskeristatistik fiskades som mest 973 ton år 1945). 